# Eurytoma abnormicornis
Eurytoma abnormicornis är en stekelart som beskrevs av Walsh 1870. Eurytoma abnormicornis ingår i släktet Eurytoma och familjen kragglanssteklar. Inga underarter finns listade i Catalogue of Life.